# ゼブラーマン -ゼブラシティの逆襲-
『ゼブラーマン -ゼブラシティの逆襲-』（ゼブラーマン ゼブラシティのぎゃくしゅう）は、2010年5月1日から全国の劇場で公開された日本映画。製作は「ゼブラーマン ゼブラシティの逆襲」製作委員会。配給は東映。2004年に公開された『ゼブラーマン』の続編として制作され、公開年が前作の物語上の年である2010年となった。キャッチコピーは『女が最強。男なら戦え。』『今度も白黒つけるぜ!!』
また前作同様、山田玲司による漫画版『ゼブラーマン2 〜ゼブラシティの逆襲〜』が『月刊!スピリッツ』にて連載されていた。

## ストーリー
ゼブラーマンこと市川新市が地球の平和を守り、その姿を突如消してから15年後の2025年。東京都は付近の行政区を統合してゼブラシティへとその名を変えていた。
ゼブラシティではゼブラタイムという特別な時間が設けられていた。それは朝と夕方の5時から5分間だけ、警察官（ゼブラポリス）や議員などの権力者はあらゆる犯罪行為を許されるというもので、「弱者は淘汰されねばならない」という相原知事の意志による狂気の独裁ルールだった。
だが、この「狂気の5分間×2」の効果で犯罪件数は逆に半分以下となり、ゼブラシティは表面上の平和を保っていた。その効果は国際的にも認められ、アメリカのいくつかの州では、犯罪減少を目的として「ゼブラタイム」を導入することを検討していた。
様変わりしたゼブラシティの道端で市川は突然目を覚ます。しかし、彼は記憶を失っており、超人的なパワーも「白」の部分しか存在しなかった。ゼブラタイムによって迫害された人々が身を寄せるコミューン「白馬の家」に匿われた市川は、あるきっかけで自分がゼブラーマンであることを思い出し、本当の平和を取り戻すべくリハビリに励む。
一方、ゼブラシティのブラックヒロイン、ゼブラクイーンこと相原ユイは、知事の娘であり超人気ロック歌手でもあった。彼女の歌う「ゼブラクイーンのテーマ」は40週連続でゼブラシティのヒットチャート1位を獲得し、世界を「黒」と「悪」に染める彼女のパフォーマンスは絶大な人気を誇っていた。私生活でも「黒」と「悪」に異常な拘りを持ち、白い色や癒し系アイドルに対して強烈な敵意を抱いた。単なるロック歌手ではなく、世界の女王となる野望を持つ相原ユイだったが、そんな彼女の生い立ちには、恐るべき秘密と、世界を揺るがす巨大な陰謀が隠されていた。
全てを黒に、悪に染めることを生き甲斐とするゼブラクイーンにとって、正義のヒーローゼブラーマンは邪魔以外の何物でもなかった。ゼブラーマンの復活を知った相原ユイは、ゼブラポリスに彼の抹殺を命令する。復活を遂げたゼブラーマンは、ゼブラポリスの襲撃を跳ね返し、相原ユイの秘密を暴き、その野望を打ち砕くべく活躍する。

## キャスト
- ゼブラーマン / 市川新市：哀川翔
- ゼブラクイーン / 相原ユイ：仲里依紗
- 新実：阿部力
- 浅野晋平：井上正大
- TV版ゼブラーマン / 市場純市：田中直樹（ココリコ）
- 相原公蔵：ガダルカナル・タカ
- すみれ：永野芽郁
- エイリアンの声：水樹奈々
- ゼブラミニスカポリス / 如月優実：稲生美紀
- ゼブラミニスカポリス / 結城理沙子：大橋沙代子
- ゼブラミニスカポリス / 真木悠：清水ゆう子
- 美咲美香：スザンヌ
- 衣装デザイナー：波岡一喜
- 相原に襲いかかる男：木下ほうか
- イノシシ男：中野英雄
- 外科医：六平直政
- 国会議員：前田健
- TVレポーター：生瀬勝久
- ユイを撮る写真家：レスリー・キー
- 岸田美穂：マメ山田
- エンドロールナレーション：水木一郎

## スタッフ
- 企画プロデューサー：平野隆（TBS）
- 制作統括：黒澤満（セントラル・アーツ）
- プロデューサー：岡田真（東映）、岡田有正（TBS）、服部紹男（セントラル・アーツ）
- 監督：三池崇史
- 脚本：宮藤官九郎
- 撮影：田中一成（J.S.C）
- 照明：佐藤浩太
- 録音：湯脇房雄
- 編集：山下健治
- 音楽：池頼広
- 美術：坂本朗
- 化粧：清水美穂
- 音響効果：柴崎憲治
- 配給：東映
- 制作プロダクション：セントラル・アーツ
- 製作：『ゼブラーマン -ゼブラシティの逆襲-』製作委員会（TBSテレビ、東映、毎日放送、電通、WOWOW、小学館、木下工務店、中部日本放送、東映ビデオ、ビンゴ、OLM、RKB毎日放送、ハピネット、Yahoo! JAPAN）

## 主題歌
- 「NAMIDA〜ココロアバイテ〜」ゼブラクイーン - 劇中に登場するゼブラクイーンとして仲里依紗がリリースした。

## ゼブラミニスカポリスの逆襲
映画の公開に先駆け2010年4月9日に発売されたオリジナルビデオ作品。映画にも登場するゼブラミニスカポリスを主人公にしたスピンオフ作品。発売は東映ビデオ、販売はハピネット。映画の1年前のゼブラシティが舞台となっている。

### ストーリー（スピンオフ）
東京都知事の相原公蔵が、東京をゼブラシティへと改名した後の2024年。格差を拡大させる異常な政策を推し進めていく知事は、反抗する者たちによって常に命を狙われていた。そんな知事を守るため、冷酷で強力なゼブラポリスを凌ぐ戦闘能力を持つ特別警護部隊が結成された。
熾烈な訓練を生き残った一騎当千の三人の美女。その名はゼブラミニスカポリス！接近戦にずば抜けた能力を持つ彼女らは、あらゆる危険から身を挺して知事を守る無敵の戦士である。
彼女たちが辛く悲しい過去を胸に秘めつつ、ゼブラミニスカポリスとして始動するまでの成長を描く。

### キャスト（スピンオフ）
- ゼブラミニスカポリス / 如月優実：稲生美紀
- ゼブラミニスカポリス / 結城理沙子：大橋沙代子
- ゼブラミニスカポリス / 真木悠：清水ゆう子
- 結城早百合：夏目鈴
- 反乱軍メンバー：笠原紳司
- 反乱軍リーダー：徳井広基
- 緒方：本宮泰風
- 相原公蔵：ガダルカナル・タカ

### スタッフ（スピンオフ）
- プロデューサー：岡田真、木村俊樹
- 監督：西海謙一郎
- 脚本：福嶋幸典、龍一朗

## 漫画版『ゼブラーマン2 〜ゼブラシティの逆襲〜』
山田玲司の前作『ゼブラーマン』の続編（IFの物語）となっている。

### 登場人物
ここでは、漫画（漫画版オリジナル以外）での設定について記す。

### 単行本
発行は小学館ビッグコミックス、原作は宮藤官九郎、漫画は山田玲司。
1. 2010年5月初版発行[3]、ISBN 978-4-09-183120-0

## 備考・トリビア
- 当初は映画自体も漫画版同様に『ゼブラーマン2 ゼブラシティの逆襲』というタイトルで公開すると発表していたが、公開2ヶ月前に現在のタイトルに変更された。そのため、チラシ・前売券などには題名が『ゼブラーマン2 ゼブラシティの逆襲』と印刷されたままになっており、本編も漫画版も（画面上の）タイトルは『ZEBRAMAN 2 ゼブラシティの逆襲』と表示されている。
- 映画館で販売する前売券の特典は、「白黒つける」という意味からオセロゲーム風のミニゲームが採用された。
- 初日舞台挨拶ではスタントマンを使わずに全てを1人で演じた48歳のマスクド・ヒーローは世界最年長になるはずと、『世界最年長ヒーロー』と『ヒーロー俳優として200時間以上のワイヤアクションに挑戦』をギネスに申請すると発表している[4]。
- 2010年5月1-2日初日2日間で映画観客動員ランキング（興行通信社調べ）で初登場第12位となった[5]。またぴあ初日満足度ランキングでは第3位となった。
- 2011年5月7日にWOWOW初放映。